# 积石镇
积石镇，是中华人民共和国青海省海东市循化撒拉族自治县下辖的一个乡镇级行政单位。

## 行政区划
积石镇下辖以下地区：
城东社区、城西社区、城中社区、城北社区、下草滩坝村、西街村、上草滩坝村、东街村、加入村、瓦匠庄村、托坝村、线尕拉村、沙坝塘村、石头坡村、西沟村、丁匠村、大别列村、尕别列村、乙麻目村、河北村和新建村。